# Tolkien Ensemble

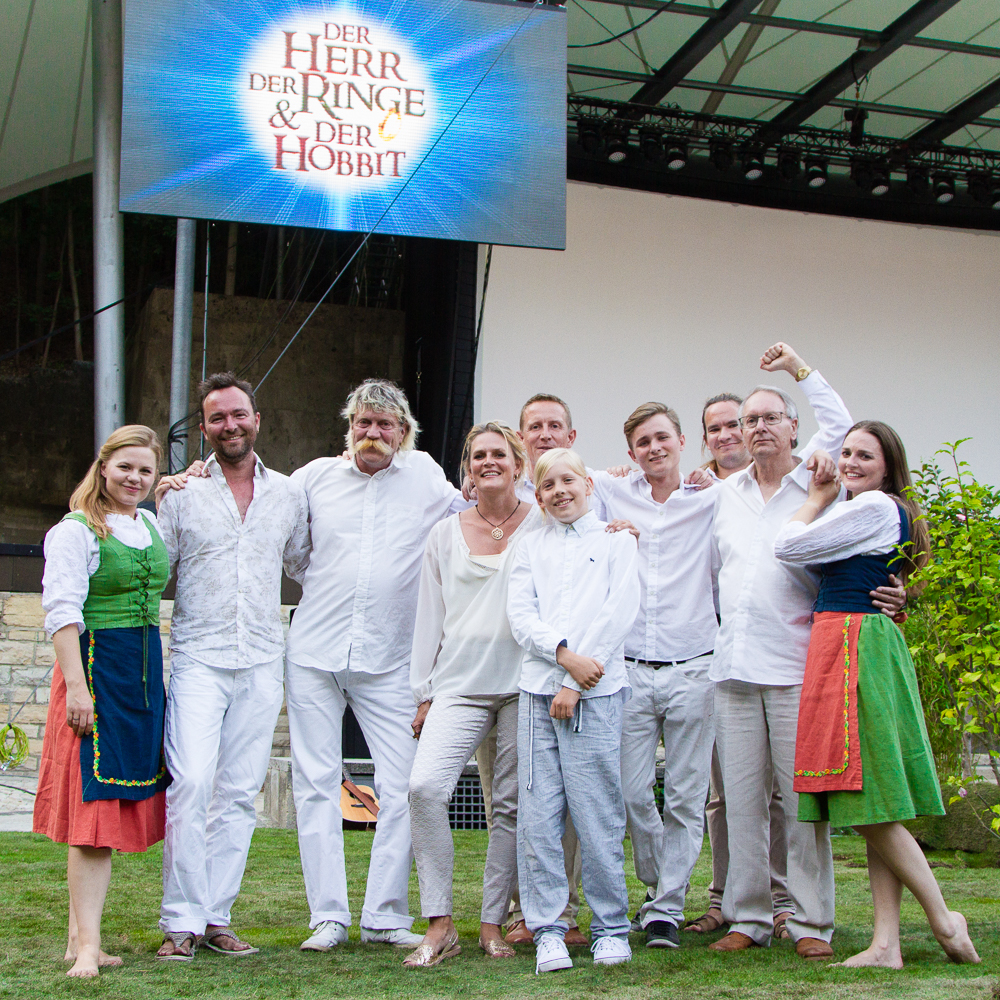
Il Tolken Ensemble

Il Tolkien Ensemble (fondato nel 1995) è un ensemble danese che ha creato "la prima interpretazione musicale completa al mondo delle poesie e delle canzoni de Il Signore degli Anelli". Ha pubblicato quattro CD, dal 1997 al 2005, in cui sono inserite tutte le poesie e le canzoni de Il Signore degli Anelli. Il progetto è stato approvato dalla Tolkien Estate. La regina Margrethe II di Danimarca ha dato il permesso di utilizzare le sue illustrazioni sulle copertine dei CD.
I membri permanenti sono Caspar Reiff e Peter Hall (composizione, canto e chitarra), Signe Asmussen (canto), Øyvind Ougaard (fisarmonica), Katja Nielsen (contrabbasso) e Morten Ryelund Sørensen (direttore d'orchestra e violino). L'ensemble è stato descritto come un gruppo di elfi, la raffinata razza della Terra di Mezzo di Tolkien, in contrasto con i più rustici gruppi hobbit come Brocéliande e gli Hobbiton. Gli studiosi hanno elogiato le loro ambientazioni come tra le registrazioni più suggestive delle poesie di Tolkien.

## Storia
Il compositore Caspar Reiff fondò il Tolkien Ensemble a Copenaghen nell'autunno del 1995. A quel tempo, Reiff (1971) studiava chitarra all'Accademia reale danese di musica di Copenaghen. Costituì un ensemble composto da compagni studenti dell'Accademia e dal suo ex insegnante di chitarra, il compositore e musicista Peter Hall (1946) al London College of Music.
L'obiettivo fissato dai due compositori, Reiff e Hall, era quello di creare la prima interpretazione musicale completa al mondo delle poesie del "capolavoro" di JRR Tolkien Il Signore degli Anelli. L'ensemble, che doveva costituire la base di questa visione, fu chiamato 'The Tolkien Ensemble' — un ensemble interamente dedicato alle opere di Tolkien. L'ensemble prese forma per la prima volta con un gruppo di musicisti invitati, nel gennaio 1996, presso l'Accademia reale danese di musica. I membri fondatori (oltre a Reiff e Hall) erano Mads Thiemann, Mette Tjærby, Ole Norup & Signe Asmussen.

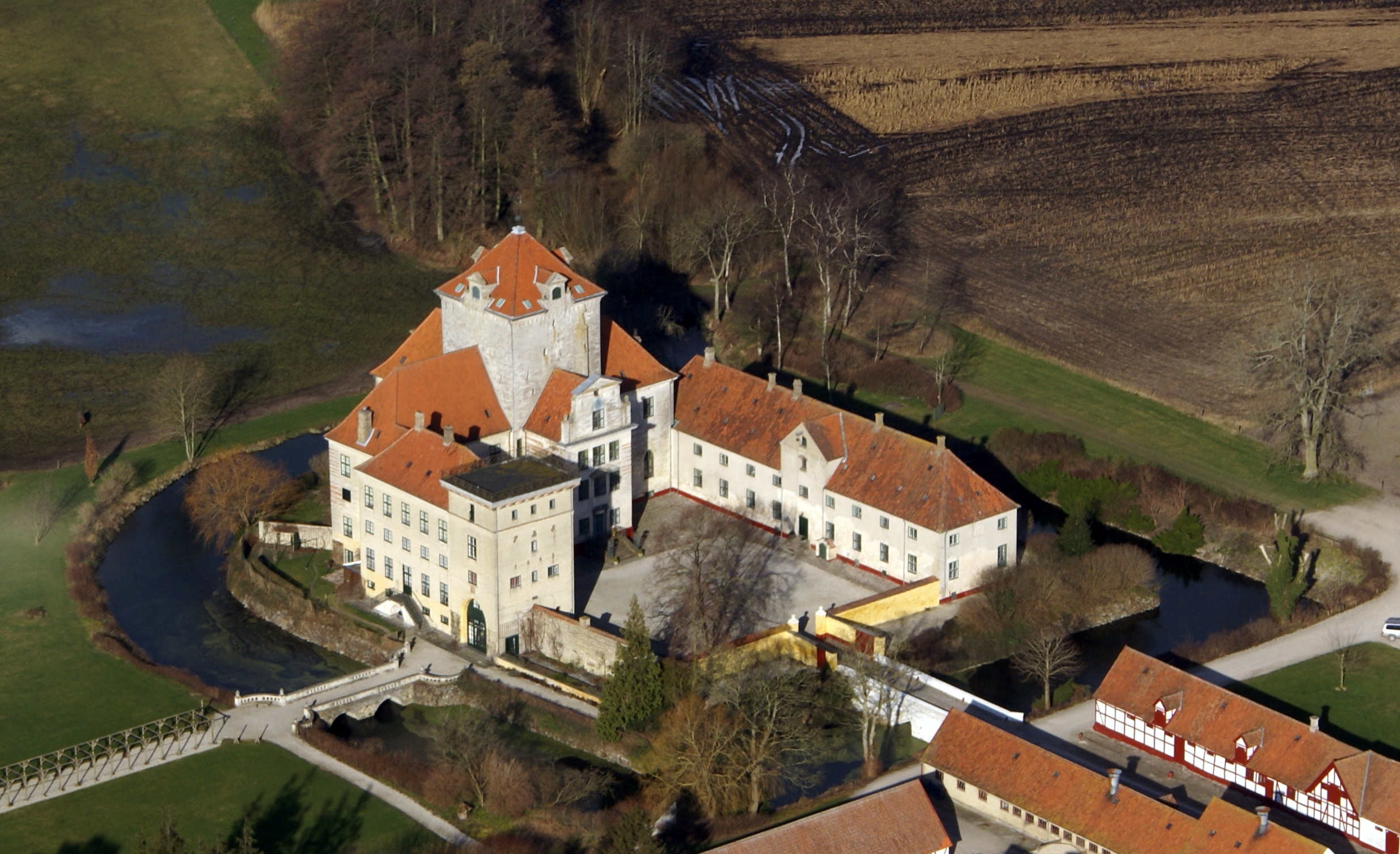
Castello Gjorslev, luogo del primo concerto dell'ensemble, e descritto da Caspar Reiff come "un meraviglioso castello del 'Lord of the Ring-ish' risalente al 1396"

Il primo concerto del Tolkien Ensemble ebbe luogo al castello Gjorslev il 21 gennaio 1996 e fu seguito da concerti in Danimarca. Nel gennaio 1997, Reiff e Peter Hall ottennero dalla Tolkien Estate il permesso di registrare le prime 12 canzoni de Il Signore degli Anelli.
I due compositori scelsero come produttore il giovane direttore d'orchestra danese Morten Ryelund e questo avrebbe avuto una grande influenza sull'interpretazione della musica e sul progetto nel suo insieme. Ryelund in seguito divenne un membro a pieno titolo del Tolkien Ensemble e l'ensemble ottenne il permesso, dalla regina Margrethe II di Danimarca, di utilizzare i suoi disegni sulle copertine del CD. Queste illustrazioni uniche, create quando era Principessa ereditaria al trono di Danimarca, sono diventate una caratteristica ricorrente in tutti i successivi CD dell'ensemble.
Il primo album, An Evening in Rivendell, venne pubblicato nell'autunno del 1997 con ampi consensi di critica. Seguirono numerosi concerti. In particolare, in un concerto del 1998 a Oxford, tra il pubblico c'erano membri della famiglia Tolkien, per la gioia dell'ensemble.
An Evening in Rivendell fu seguito dall'uscita, del 2000, di A Night in Rivendell . L'album conteneva le canzoni più cupe del Signore degli Anelli; l'ensemble lavorò, tra gli altri, con i cantanti Povl Dissing, che cantò la parte di Gollum, Kurt Ravn (Legolas) e Ulrik Cold (Gandalf).

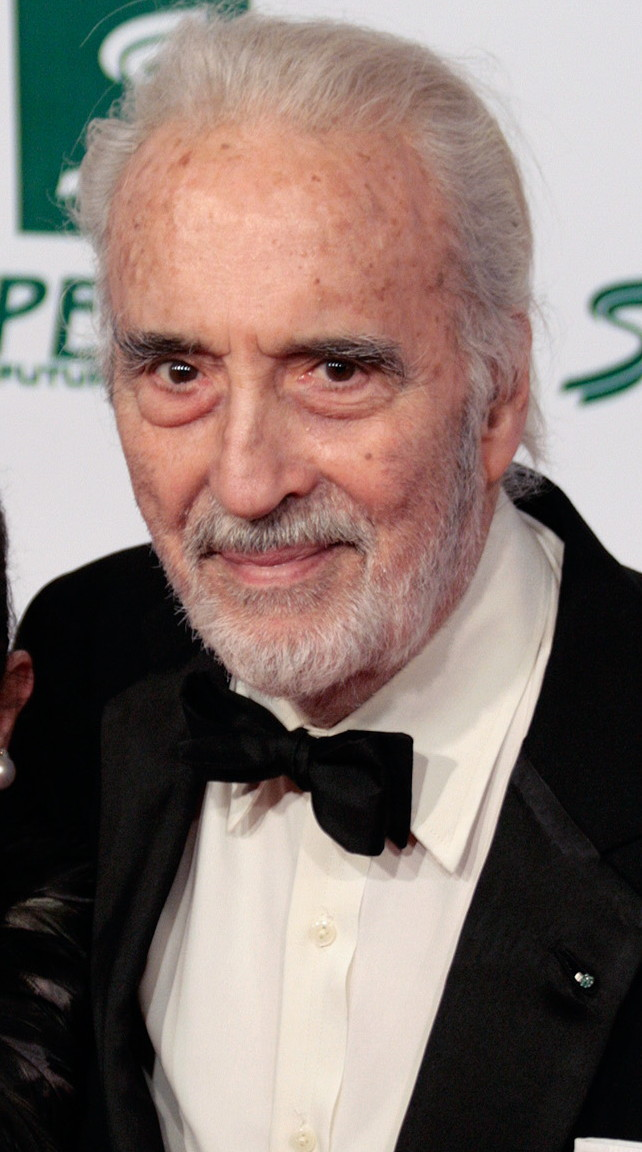
Christopher Lee, che aveva interpretato Saruman nella trilogia del film Il Signore degli Anelli di Peter Jackson, si esibì in At Dawn in Rivendell e andò in tournée con l'ensemble.

L'interesse per Il Signore degli Anelli crebbe notevolmente nel 2001, quando Peter Jackson iniziò a pubblicare i suoi film sui libri di Tolkien. Il Tolkien Ensemble venne invitato a prendere parte alla prima danese del primo film della trilogia di Jackson: Il Signore degli Anelli - La Compagnia dell'Anello. Tra le celebrità che rappresentarono il cast del film a Copenaghen c'era l'attore Christopher Lee, che interpretava il mago traditore Saruman. Il Tolkien Ensemble lo aveva invitato a prendere parte al terzo album, At Dawn in Rivendell, in parte come narratore e in parte come cantante delle canzoni di Barbalbero. La collaborazione di Lee, unita al crescente interesse per il lavoro di Tolkien, portò l'album ad un enorme successo. Venne distribuito in 22 paesi e ampiamente trasmesso dalle stazioni radio ricevendo ottime recensioni. L'International Herald Tribune lo definì "Magia totale del Signore degli Anelli!". In seguito vendette bene in tutto il mondo. La cooperazione con Lee si sviluppò anche nei concerti. Nell'autunno del 2002, Lee prese parte a un concerto alla Tivoli Concert Hall. Seguì poi un importante tournée in Inghilterra e Svezia, culminata, nell'estate del 2003, quando l'ensemble tenne un concerto in Danimarca per un pubblico che includeva Sua Maestà la Regina Margrethe II di Danimarca e il principe Henrik di Danimarca.
Nel 2004 i due compositori, Reiff e Hall, insieme a Lee, presero parte a un grande concerto tutto esaurito al Concertgebouw di Amsterdam. Nel 2005 il Tolkien Ensemble suonò in due importanti concerti del Signore degli Anelli al Castello di Ledreborg, in Danimarca, davanti a un pubblico di oltre 22.000 persone. Tra gli artisti c'era il nuovo membro dell'ensemble, Nick Keir del trio folk scozzese The McCalmans. Questi concerti, con la Danish National Chamber Orchestra, il Danish National Chamber Choir e i solisti, segnarono l'uscita del quarto e ultimo album della serie, Leaving Rivendell. Oltre a Lee, Keir, parteciparono al quarto album la Danish National Chamber Orchestra/DR e il Danish National Chamber Choir/DR. Nel 2007 l'ensemble girò l'Europa, combinando i propri lavori con brani della colonna sonora di Howard Shore alla trilogia del film e la narrazione dal vivo di Lee. Nel 2008 l'ensemble tenne il suo tour di concerti più lungo nelle città tedesche, tra cui il Friedrichstadt-Palast di Berlino, Amburgo, Hannover, Dresda, Brema e il Gewandhaus di Lipsia. L'ensemble continuò a fare tournée di concerti ogni anno fino al 2013.
L'uscita del cofanetto da quattro CD nel 2006 segnò il completamento di più di dieci anni di lavoro e il raggiungimento dell'obiettivo dell'ensemble: l'uscita delle sue Complete Songs & Poems da Il Signore degli Anelli. Più di 150 musicisti professionisti parteciparono allo sforzo. Il cofanetto da quattro CD è dedicato alla memoria di JRR Tolkien, alla Tolkien Society di Oxford e ai milioni di persone per le quali Il Signore degli Anelli ha un posto speciale nei loro cuori.

## Ricezione
Lo studioso di Tolkien David Bratman ha chiamato l'ensemble "[raffinati] elfi", a differenza di gruppi come Brocéliande e Hobbiton, che chiama "[rustici] hobbit in ethos". Ha definito la loro musica "alcune delle più suggestive ambientazioni di Tolkien su disco". Ha menzionato la recitazione di Lee, di alcune poesie di Tolkien: "[egli] impersona Barbalbero metà ritmicamente parlando e metà cantando, alla Rex Harrison nei panni del Professor Higgins". Bratman ha descritto l'approccio dell'ensemble come una "combinazione efficace" di folk e classica, e l'ensemble stesso come composto da studenti di conservatorio e musicisti folk". Dal suo punto di vista c'è un'"eterea aria di malinconia" in tutta la musica del Tolkien Ensemble, che contribuisce potentemente alle loro canzoni elfiche; aggiunge subito che anche le loro canzoni hobbit funzionano bene, con un'impostazione di chitarra leggera e una melodia semplice e robusta che gestisce efficacemente le canzoni di Tom Bombadil. Ammira in particolare l'ultima traccia del terzo album, "Sam's invocation of Elven Hymn to Elbereth Gilthoniel" di Hall, dove "il canto ambulante di Frodo incontra un inno elfico a Elbereth".
Lo studioso di letteratura inglese Leslie A. Donovan definisce i quattro album dell'Ensemble il più notevole dei tentativi "di catturare le arie della Terra di Mezzo creando la propria musica per i testi di Tolkien". The Green Man Review scrive che il Tolkien Ensemble "ha fatto un uso eccellente" delle canzoni in The Road Goes Ever On. Af Søren Aabyen, recensendo il primo album dell'Ensemble, An Evening in Rivendell, per la Danish Tolkien Society, ha scoperto che raramente la musica gli piaceva così tanto. Fu deliziato dalla dolce interpretazione del mezzosoprano Asmussen di "Galadriel's Song of Eldamar". Gli piaceva la giocosa canzone hobbit "There is an Inn, a Merry Old Inn", e la chitarra opportunamente malinconica di Reiff per "The Old Walking Song" insieme alla ricca voce baritonale di Thiemann e al violino lirico di Tjærby. Aabyen ha anche notato il piacere di trovare le illustrazioni della regina Margrethe II di Danimarca nel libretto allegato. Anthony Burdge e Jessica Burke, in The JRR Tolkien Encyclopedia, notano che l'album era completo delle illustrazioni della regina "molto ammirate da Tolkien".

## Membri permanenti
- Peter Hall - fondatore, compositore, voce, chitarra
- Caspar Reiff – fondatore, compositore, chitarra
- Signe Asmussen – voce
- Morten Ernst Lassen - voce
- Katja Nielsen – contrabbasso
- Øyvind Ougaard  – fisarmonica
- Morten Ryelund Sørensen – direttore d'orchestra, violino
- Mads Thiemann – voce

## Discografia
- Complete Songs & Poems (2006), costituito da:
  - An Evening in Rivendell (1997)
Malene Nordtorp, Ole Jegindø Norup, Mads Thiemann, Morten Ernst Lassen, Commotio-Kvartetten choir, Polkageist.
  - A Night in Rivendell (2000)
Ulrik Cold, Kurt Ravn, Povl Dissing, Mads Thiemann, Morten Ernst Lassen, The Chamber Choir Hymnia.
  - At Dawn in Rivendell (2002)
Kurt Ravn, Morten Ernst Lassen, Peter Hall, Tom McEwan, Caspar Reiff, the Copenhagen Chamber Choir Camerata, Copenhagen Young Strings. Voce narrante Christopher Lee.
  - Leaving Rivendell (2005)
Jørgen Ditlevsen, Kurt Ravn,  Nick Keir, the Danish National Chamber Choir/DR, the Radio danese Sinfonietta/DR. Voce narrante Christopher Lee.